# Власи (град Пирот)
Вижте пояснителната страница за други значения на Власи.
Власи (на сръбски: Власи или Vlasi) е село в Западните покрайнини, община град Пирот, Пиротски окръг, Сърбия. В 2002 година селото има 71 жители – 26 българи, 26 сърби и 19 други.

## История
В съкратен регистър на Пиротския кадилък от 1530 година Власи е отбелязано като село с 36 домакинства и една вдовица. Други 6 домакинства са войнушки, част от джемаата на Радивой, син на Станко от село Турка.
При избухването на Балканската война в 1912 година един човек от Власи е доброволец в Македоно-одринското опълчение.
През втората половина на 50-те години на ХХ век Власи е център на тютюнопроизводството в Царбиродско. В 1957 година тютюнопроизводителите в селото са 94, а през 1958 - 117.

## Личности
Родени във Власи
- Васил Николов (? - септември 1932), български революционер, деец на ВМРО и ВЗРО[4]